# Bautastein von Hegreberg
Der Bautastein von Hegreberg steht östlich des Hegrebergveien in Stavanger im Westen der Insel Åmøy im Fylke Rogaland in Norwegen. Der Menhir befindet sich im Garten eines verlassenen Privathauses und neigt sich leicht zur Seite.
Der von weitem sichtbare Bautastein ist wie eine längliche Steinplatte mit einer flachen Spitze geformt. Er ist etwa 5,0 m hoch, einen Meter breit und 30 cm dick. Seine Oberfläche ist bemoost.
In der Nähe stehen die beiden Bautasteine Pigghedlene und der vom Varaberg.